# (26213) 1997 UV8
1997 يو في 8 (ويعرف أيضًا باسم (26213) 1997 يو في 8 وفق تسمية الكوكب الصغير) (بالإنجليزية: 1997 UV8)‏ هو كويكب ضمن حزام الكويكبات؛ وترتيبه 26213 من حيث الاكتشاف.
اكتُشف هذا الجُرم الفلكي بواسطة Kin Endate ‏ في 25 أكتوبر 1997.

## وصلات خارجية
- (26213) 1997 UV8 في قاعدة بيانات مختبر الدفع النفاث لأجرام النظام الشمسي الصغيرة

- الاكتشاف · مخطط المدار ·  العناصر المدارية · المعلمات المادية

- (26213) 1997 UV8 على موقع ويكي سكاي: DSS2, SDSS, GALEX, IRAS, Hydrogen α, X-Ray, Astrophoto, Sky Map, Articles and images